# Greene megye (Tennessee)
Greene megye az Amerikai Egyesült Államokban, azon belül Tennessee államban található. Megyeszékhelye és legnagyobb városa Greeneville. Lakosainak száma 70 152 fő (2020. április 1.). Greene megye Hawkins, Washington, Unicoi, Madison, Cocke és Hamblen megyékkel határos.

## Népesség
A megye népességének változása:
| Lakosok száma | 68 815 | 68 956 | 68 613 | 68 267 | 68 580 | 70 152 |
|               | 2010   | 2011   | 2012   | 2013   | 2015   | 2020   |